# Kálmán Berkes
Pour les articles homonymes, voir Berkes.
Kálmán Berkes est un clarinettiste hongrois né le 8 mai 1952 à Budapest.

## Biographie
Kálmán Berkes naît le 8 mai 1952 à Budapest.
Il commence l'apprentissage de la musique dès l'âge de quatre ans par le piano et le violon avant d'opter en 1966 pour la clarinette, qu'il travaille avec István Vécsei au Conservatoire de Budapest.
En 1972, il est médaille d'argent au Concours d'interprétation musicale de Genève, puis devient clarinette solo de l'Orchestre de l'Opéra national de Budapest. Comme musicien chambriste, il est membre de l'Ensemble de chambre de Budapest et du Quintette à vent des Jeunesses musicales (1973), avec lequel il est lauréat du Concours international de musique de l'ARD de Munich en 1975.
En 1977, Kálmán Berkes est diplômé de l'Académie Franz-Liszt, où il a étudié sous la direction de György Balassa et Béla Kovács.
Comme soliste, il est l'un des premiers instrumentistes à vent issus d'Europe centrale à mener une carrière internationale. En musique de chambre, il est un partenaire régulier du pianiste Zoltán Kocsis et du violoniste Miklós Szenthelyi.
En 1982, Berkes fonde avec plusieurs solistes des orchestres principaux de Budapest l'Ensemble à vent de Budapest (Budapest Wind Ensemble), dont il assure la direction musicale.